# Lesotho na Letnich Igrzyskach Olimpijskich 1984
Lesotho na Letnich Igrzyskach Olimpijskich 1984 reprezentowało 4 zawodników (sami mężczyźni). Był to 3 start reprezentacji Lesotho na letnich igrzyskach olimpijskich.

## Skład kadry

### Boks
- Lefa Tsapi – waga półśrednia (do 67 kg) – 17. miejsce,
- Tsiu Monne – waga średnia (do 75 kg) – 9. miejsce

### Lekkoatletyka
Mężczyźni
- Frans Ntaole – bieg na 10 000 m – odpadł w eliminacjach,
- Frans Ntaole – maraton – 40. miejsce,
- Vincent Rakabaele – maraton – 61. miejsce